# シルヴィア・マクネアー
シルヴィア・マクネアー（Sylvia McNair、1956年6月23日 - ）は、アメリカ合衆国のソプラノ歌手。

## 来歴
オハイオ州マンスフィールドに生まれる。イリノイ州のホイートン大学でヴァイオリンを学ぶが声楽に転向し、インディアナ大学でヴァージニア・マクワターズ、ジョン・ウストマン、ヴェルジニア・ゼアーニに師事する。1980年にインディアナポリス交響楽団との協演でコンサート・デビューし、オペラには1982年、ニューヨークのモストリー・モーツァルト・フェスティヴァルにおいてハイドンの『裏切られたまこと』サンドリナ役でデビューした。
その後、ウィーン国立歌劇場、ザルツブルク音楽祭、ロイヤル・オペラ・ハウス、サンフランシスコ歌劇場、メトロポリタン歌劇場などで活躍する。モーツァルトをはじめ、モンテヴェルディ、バッハ、パーセル、ヘンデルなどバロック音楽からストラヴィンスキー、ブリテンまで幅広いレパートリーを持つ。1990年代にはブロードウェイ・ミュージカルやジャズ・ナンバーに活動の場を広げる。
2006年よりインディアナ大学ジェイコブス・スクール・オブ・ミュージックで教鞭を取る。同年、乳ガンに罹患し外科手術を受ける。